# Wallops Flight Facility
Wallops Island (Wallops Flight Facility ou WFF) est une base de lancement de la NASA située dans l'État de Virginie sur la côte est des États-Unis. C'est un des sites pionniers du programme spatial des États-Unis. Depuis sa création en 1945 plus de 16 000 fusées-sondes et quelques fusées Scout (donc quelques lancements de satellites), ont été lancées depuis Wallops  Island. En 2005 une partie du site est loué à l'état de Virginie qui a créé une base de lancement baptisée Mid-Atlantic Regional Spaceport depuis laquelle sont tirés des lanceurs Antares  et Minotaur. 

## Historique
Wallops Flight Facility fut inaugurée en 1945, elle s’étend sur près de 2 500 hectares, répartis sur trois sites voisins.
Dépendance du Goddard Space Flight Center, elle est utilisée pour le lancement de ballons, de fusées-sondes ou de petits satellites scientifiques (à l’aide notamment de fusées Scout). Le premier lancement d’un satellite (qui ne put être placé sur orbite) eut lieu le 4 décembre 1960.
Depuis 2006, elle partage ses installations avec le Mid-Atlantic Regional Spaceport.

## Localisation
- AITA : WAL
- OACI : KWAL

## Galerie

Insigne du WFF
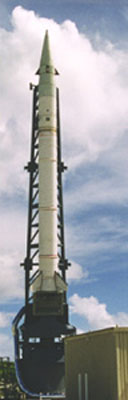
Fusée-sonde Castor-4B sur son pas de tir à Wallops Island
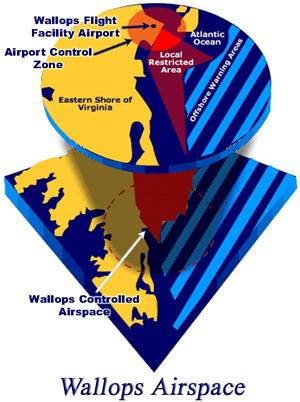
Représentation du contrôle de l'espace aérien du WFF
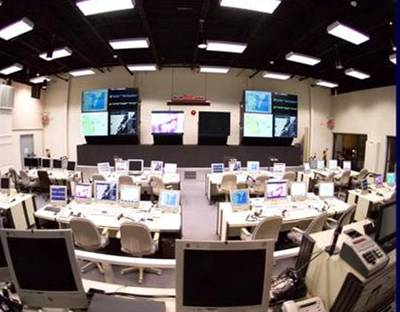
Centre de contrôle du WFF en 2006